# Lauritz Christiansen
Lauritz Christiansen (10 de dezembro de 1867 — 9 de dezembro de 1930) foi um velejador norueguês, campeão olímpico. Ele competiu nos Jogos Olímpicos de Verão de 1920 na classe 12 Metre e conquistou a medalha de ouro na disputa realizada segundo as regras de 1907 a bordo do Atlanta com Henrik Østervold, Halvor Birkeland, Rasmus Birkeland, Hans Næss, Halvor Møgster, Jan Østervold, Kristian Østervold e Ole Østervold.